# ألكسندر جيرست
أليكسندر جيرست (بالألمانية: Alexander Gerst) هو رائد فضاء تابع إلى وكالة الفضاء الأوروبية، وجيوفيزيائي ألماني، تم اختياره عام 2009م ليشارك في التدريبات الفضائية. كان من أحد المشاركين في البعثة 40 و 41 للمحطة الفضائية الدولية وذلك من مايو إلى نوفمبر 2014م. وعاد جيرست إلى الفضاء مجدداً في 6 يونيو 2018م ليشارك في البعثة 56/57.

## وصلات خارجية
- ألكسندر جيرست على موقع IMDb (الإنجليزية)
- ألكسندر جيرست على موقع مونزينجر (الألمانية)
- ألكسندر جيرست على موقع ميوزك برينز (الإنجليزية)
- ألكسندر جيرست على موقع قاعدة بيانات الفيلم (الإنجليزية)